# Ethem
Ethem ist ein albanischer und türkischer männlicher Vorname arabischer Herkunft. Insbesondere in Bosnien-Herzegowina und Montenegro sowie in der Türkei kommt auch die Form Edhem vor. Edhem ist die an der originalen arabischen Schreibweise orientierte, Ethem ist die der türkischen Aussprache entsprechende Form (Angleichung des ursprünglich stimmhaften d an das folgende stimmlose h).

## Namensträger

### Osmanische Zeit
- İbrahim Ethem Pascha (1818–1893), Großwesir des Osmanischen Reiches
- Halil Edhem Eldem (1861–1938), osmanisch-türkischer Archäologe
- Ibrahim Ethem (1865–1945), osmanischer Politiker albanischer Herkunft
- Çerkez Ethem (1883/84–1949), osmanisch-tscherkessischer Guerillaführer

### Vorname
- Ethem Erboğa (* 1999), türkischer Fußballspieler
- Ethem Menderes (1899–1992), türkischer Politiker
- Edhem Mulabdić (1862–1954), bosnischer Schriftsteller
- Ethem Özerenler (Manolo; 1938–2008), türkischer Fußballfan in Mönchengladbach
- Edhem Šljivo (* 1950), jugoslawischer Fußballspieler
- Ethem Yilmaz (* 1952), türkisch-deutscher Verleger